# Nadejdivka, Novomoskovsk
Nadejdivka (în ucraineană Надеждівка) este un sat în comuna Popasne din raionul Novomoskovsk, regiunea Dnipropetrovsk, Ucraina.

## Demografie
Componența lingvistică a localității Nadejdivka
     Ucraineană (89,27%)
     Rusă (9,89%)
Conform recensământului din 2001, majoritatea populației localității Nadejdivka era vorbitoare de ucraineană (89,27%), existând în minoritate și vorbitori de rusă (9,89%).